# Corythomantis greeningi
Corythomantis greeningi is een kikker uit de familie boomkikkers (Hylidae). De groep werd voor het eerst wetenschappelijk beschreven door George Albert Boulenger in 1896. Later is de wetenschappelijke naam Corythomantis schubarti wel gebruikt.
De kikker is endemisch in noordoostelijk Brazilië, de habitat bestaat uit droge tot weinig vochtige omgevingen. Er is verder weinig bekend over de soort, die nog algemeen voorkomt.
Aparasphenodon · 
Argenteohyla · 
Corythomantis · 
Dryaderces · 
Itapotihyla · 
Nyctimantis · 
Osteocephalus · 
Osteopilus · 
Phyllodytes · 
Phytotriades · 
Tepuihyla · 
Trachycephalus